# 保土ヶ谷バイパス

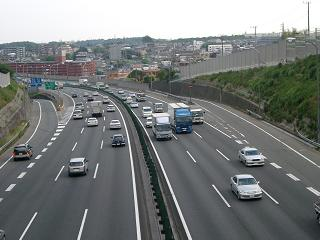
本村IC手前より新保土ヶ谷・横須賀方面を望む

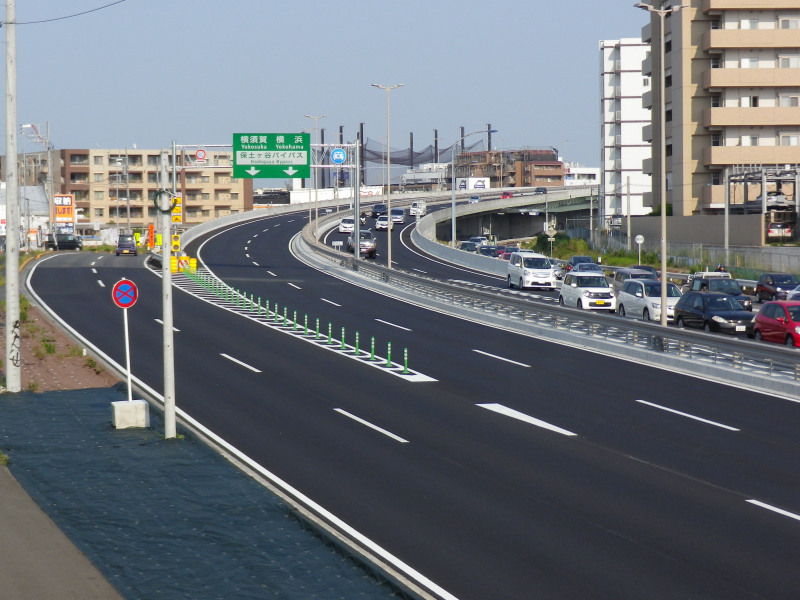
町田立体 終点付近

保土ヶ谷バイパス（ほどがやバイパス）は、神奈川県横浜市保土ケ谷区から東京都町田市へ至る国道16号のバイパス道路。全線が国土交通省管轄。
自動車専用道路であり地域高規格道路に指定されているが、通行料などの徴収はない。周辺で接続する東名高速道路・国道1号横浜新道・国道16号横浜新道・横浜横須賀道路・首都高速道路・第三京浜道路などとともに、広域的・地域的交通を担う。

## 概要
横浜市中心部より町田市、八王子市、川越市方面へと伸びる国道16号のバイパスとして、横浜新道新保土ヶ谷ICから横浜市旭区を縦断し、東名高速横浜町田ICまでを結んでいる。
新保土ヶ谷ICが起点ではあるが、本線部は国道16号横浜新道を介して隣接する狩場JCTまで一体となっており、そこで首都高速狩場線及び横浜横須賀道路と接続している。新保土ヶ谷ICでは国道1号横浜新道（第三京浜方面及び戸塚方面）にも接続しているほか、上川井ICで八王子方面への大和バイパスと、横浜町田ICで東名高速道路と接続する。
主要区間は片側3車線、規制速度および設計速度が80 km/hと高規格の自動車専用道路でありながら、開通当初から無料であり、東名高速道路と横浜市中心部との往来に使われるため交通量が多い。平成17年度道路交通センサスによれば、平日24時間交通量は17.4万台で、これは首都高速湾岸線の新木場 - 葛西JCT間（18.0万台）に次ぐ交通量である。特に昼間12時間に限れば、平日・休日ともに日本一交通量が多い道路となっている。首都高速狩場線の開通接続後は、日中に全線で渋滞することも珍しくなくなった。
横浜町田立体開通前までの保土ヶ谷バイパスは上川井IC付近が終点であったが、接続する大和バイパスは信号のある一般道であり渋滞が激しかった。この解消のため、保土ヶ谷バイパスを上川井IC付近から横浜町田ICまで立体で延伸する事業（横浜町田立体事業）が行われ、1997年（平成9年）の完成後は下川井IC付近の渋滞が大幅に緩和された。
そして、この延伸区間（町田立体事業）は2016年（平成28年）4月24日、横浜町田ICへのランプから分岐する形で八王子方面へと接続された。これにより東名高速道路を利用しない車両でも大和バイパスの地上区間を走行することなく八王子方面へと行けるようになり、東名入口交差点を中心として、周辺道路や交差点の渋滞が大きく緩和された。
町田立体事業については「町田立体事業」を参照
さらに、2020年（令和2年）3月には、東名高速道路と横浜市街地を結ぶ新ルートとして首都高速神奈川7号横浜北西線が開通したことで、同年6月時点で保土ヶ谷バイパスの交通量にも1万台程度の減少が見られている。

## 年表
- 1970年（昭和45年）：着工。
- 1973年（昭和48年）：新保土ヶ谷IC - 本村IC間が暫定2車線で開通。
- 1974年（昭和49年）：狩場IC - 上川井IC間が全面4車線開通（狩場IC - 新保土ヶ谷IC間は国道16号横浜新道として開通、上川井IC - 東名横浜IC（当時）間は大和バイパスとして1968年に開通済み。）
- 1980年（昭和55年）：新保土ヶ谷IC - 下川井IC間6車線化。
- 1997年（平成9年）12月26日：下川井IC - 上川井IC間6車線化と、横浜町田立体事業の上川井IC - 東名横浜町田IC間が完成。上川井ICの二重立体化と横浜町田IC付近の立体化が実現[2]。
- 2001年（平成13年）3月30日：新桜ヶ丘ICが暫定供用開始[5]。
- 2002年（平成14年）4月30日：新桜ヶ丘ICが全面供用開始。
- 2016年（平成28年）4月24日：東名横浜町田IC - 南町田北交差点間が供用開始。
- 2019年（平成31年）3月16日：東名横浜町田IC 八王子側ランプ部が供用開始[6]。

## 所管警察
- 神奈川県警察
  - 高速道路交通警察隊朝比奈分駐所[7]

## インターチェンジなど
| E16 国道16号横浜新道 （狩場IC・E16 横浜横須賀道路・ 首都高速 神奈川3号狩場線方面） |      | |             |          |        |            |            |
| 新保土ヶ谷IC                                                                       | 0.0  | E83 国道1号横浜新道 （保土ヶ谷IC・E83 第三京浜・ 首都高速 神奈川2号三ツ沢線方面、戸塚方面）                                        | 第1種 第3級 | 神奈川県 | 横浜市 | 保土ケ谷区 | 国土交通省 |
| 新桜ヶ丘IC                                                                         | 0.6  | 環状2号線 | 第1種 第3級 | 神奈川県 | 横浜市 | 保土ケ谷区 | 国土交通省 |
| 南本宿IC                                                                           | 2.6  | | 第1種 第3級 | 神奈川県 | 横浜市 | 旭区       | 国土交通省 |
| 本村IC                                                                             | 3.4  | 神奈川県道40号横浜厚木線（厚木街道）                                                                                               | 第1種 第3級 | 神奈川県 | 横浜市 | 旭区       | 国土交通省 |
| 下川井IC                                                                           | 6.2  | 神奈川県道45号丸子中山茅ヶ崎線（中原街道）                                                                                         | 第1種 第3級 | 神奈川県 | 横浜市 | 旭区       | 国土交通省 |
| 上川井IC                                                                           | 8.7  | 国道16号（八王子街道）・旧国道16号（八王子街道・横浜市道） 国道16号大和バイパス（国道246号・町田街道・八王子方面。ICの北方で接続） | 第1種 第3級 | 神奈川県 | 横浜市 | 旭区       | 国土交通省 |
| 横浜町田IC                                                                         | 10.2 | E1 東名高速道路 （東名への出入のみで、一般道には接続しない）                                                                       | 第1種 第3級 | 神奈川県 | 横浜市 | 緑区       | 国土交通省 |
| 南町田北交差点                                                                     | 11.8 | 鶴間町谷通り・鶴間パークウォーク                                                                                                   | 第1種 第3級 | 東京都   | 町田市 | 町田市     | 国土交通省 |
| 国道16号大和バイパス （相模原・八王子・川越方面）                                  |      | |             |          |        |            |            |

## 車線・最高速度
| 区間                      | 車線 上下線=上り線+下り線 | 最高速度                    | 最高速度 |
| 区間                      | 車線 上下線=上り線+下り線 | 上り線                      | 下り線   |
| ------------------------- | ------------------------- | --------------------------- | -------- |
| 新保土ヶ谷IC - 新桜ヶ丘IC | 7=(2+2)+3                 | 本線 80 km/h 専用路 70 km/h | 80 km/h  |
| 新桜ヶ丘IC内              | 6=(2+1)+3                 | 本線 80 km/h 専用路 70 km/h | 80 km/h  |
| 新桜ヶ丘IC - 上川井IC     | 6=3+3                     | 80 km/h                     | 80 km/h  |
| 上川井IC - 横浜町田IC     | 4=2+2                     | 80 km/h                     | 80 km/h  |
| 横浜町田IC内              | 3=1+2                     | 80 km/h                     | 80 km/h  |
| 横浜町田IC - 終点         | 4=2+2                     | 80 km/h                     | 60 km/h  |

上り線は横浜町田ICで右車線が減少し、1車線ずつの合流となる。
また、上り線から国道1号横浜新道（保土ヶ谷IC・戸塚IC方面）を利用する場合は、新桜ヶ丘IC - 新保土ヶ谷IC間では本線ではなく、新桜ヶ丘ICの分岐から続く専用連絡路を走行することになる。

## 路線バス
空港連絡バスや高速バスが経由するほか、南本宿IC - 本村IC及び本村IC - 下川井ICを相鉄バスの一般路線バス(旭2・4・20系統)が経由する。かつては横浜市営バスも運行していた。